# Liam Squire
Pour les articles homonymes, voir Squire.

a Compétitions nationales et continentales officielles uniquement.

b Matchs officiels uniquement.
Dernière mise à jour le 20 janvier 2023.
Liam Squire, né le 20 mars 1991 à Palmerston North (Nouvelle-Zélande), est un joueur de rugby à XV international néo-zélandais évoluant aux postes de troisième ligne centre ou troisième ligne aile. Il mesure 1,96 m pour 113 kg.

## Carrière

### En club
Liam Squire commence sa carrière professionnelle en 2011 avec l'équipe de Tasman en NPC, au côté de son frère aîné Dan Squire.
En 2014, il fait ses débuts en Super Rugby avec la franchise des Chiefs. Après une première saison encourageante au niveau du temps de jeu et des performances, il joue très peu lors de la saison 2015 en raison d'un repos forcé de six mois dû à un trop grand nombre de commotions cérébrales lui faisant rater le début de saison, et à cause de la concurrences de joueurs comme Liam Messam ou Michael Leitch.
En 2016, il rejoint l'équipe des Highlanders, champions en titre de la compétition. Malgré quelques blessures, il s'impose comme le titulaire du poste de troisième ligne centre grâce à sa puissance ballon en main et ses qualités de sauteur.
En 2019, il décide de quitter la Nouvelle-Zélande, et s'engage pour deux saisons avec le club japonais des NTT Docomo Red Hurricanes en Top League. Il quitte toutefois le club après une saison, et seulement trois matchs, pour rentrer en Nouvelle-Zélande soigner une blessure au genou.
En 2021, il retourne jouer avec les Highlanders pour le Super Rugby Aotearoa. Il ne joue cependant que deux matchs, avant qu'une blessure au genou ne mette fin à sa saison. Cette nouvelle blessure le force finalement à annoncer la fin de sa carrière de joueur en octobre 2021. Il devient par la suite fermier.

### En équipe nationale
Liam Squire a représenté l'équipe des Māori All Blacks à une reprise en 2013, lors d'un match contre l'équipe du Canada.
En juin 2016, il est retenu dans le groupe des 39 joueurs choisis par Steve Hansen pour évoluer avec les All Blacks dans le cadre de la série de test-matchs les opposant au pays de Galles. Puis, il est sélectionné en équipe nationale pour le Rugby Championship, que son pays remporte en gagnant toutes ses confrontations,. De plus, la Nouvelle-Zélande égalise le record de matchs remportés d'affilée toutes compétitions confondues avec dix-sept succès lors de la dernière journée où elle bat largement l'Afrique du Sud 57 à 15, chez elle à Durban.
Il obtient sa première cape internationale dans la foulée, le 25 juin 2016, lors du troisième test-match de la série contre le pays de Galles à Dunedin.
En juillet 2019, il décline sa sélection pour le Rugby Championship à venir, en raison de problèmes personnels. Il est par conséquent non-sélectionné pour le mondial 2019 au Japon, où lui est préféré l'inexpérimenté Luke Jacobson.

## Palmarès

### En club et province
- 47 matchs de NPC avec Tasman.
- 48 matchs de Super Rugby avec les Chiefs et les Highlanders.

### En équipe nationale
- Vainqueur du Rugby Championship en 2016, 2017 et 2018

## Statistiques

### En équipe nationale
Au 20 janvier 2023, Liam Squire compte 23 capes en équipe de Nouvelle-Zélande, dont 17 en tant que titulaire, depuis le 25 juin 2016 contre le pays de Galles à Dunedin. Il inscrit quatre essais (20 points).
Il participe à trois éditions du Rugby Championship, en 2016, 2017 et 2018. Il dispute onze rencontres dans cette compétition,.